# Начапкино
Начапкино (баш. Начапкин) — деревня в Уфимском районе Республики Башкортостан Российской Федерации. Входит в состав Миловского сельсовета.

## География

### Географическое положение
Расстояние до:
- районного центра (Уфа): 23 км,
- центра сельсовета (Миловка): 7 км,
- ближайшей ж/д станции (Дёма): 10 км.

## Население
| 2002 | 2009 | 2010 |
| ---- | ---- | ---- |
| 5    | ↗28  | →28  |

Национальный состав
Согласно переписи 2002 года, преобладающая национальность — русские (100 %).